# Список пусковых установок ВМС США
На этой странице перечислены пусковые установки для ракет, применяемые на кораблях ВМС США.

## Перечень пусковых установок
| Марки- ровка | Описание |
| ------------ | --- |
| Mk 1         | Двухбалочная ПУ, установленная на опытовом корабле AG-128 «Миссисипи» для первых испытаний ракет «Терьер». |
| Mk 4         | Двухбалочная ПУ, одна из ранних ПУ для ракет «Терьер», установленная на переоборудованных ракетных крейсерах типа «Бостон». Харакетрна вертикальной подачей ракет в отличие от ПУ Mk 9 и Mk 10 с горизонтальной подачей. |
| Mk 5         | Двухбалочная ПУ для ракет «Терьер», «Тартар» и «Стандарт». Terrier Ракеты большой дальности пускались с правой направляющей, с ракета «Терьер» средней дальности – с левой. Установлен на опытовом стенде LLS-1 «Дезерт Шип». |
| Mk 7         | Двухбалочная ПУ для ракет «Талос». Использовалась на ракетных крейсерах типа «Галвестон». Отличалась от Mk 12 тем, что магазин для ракет находился над главной палубой. |
| Mk 8         | |
| Mk 9         | Двухбалочная ПУ для ракет «Терьер». Использовалась на ракетных крейсерах типа «Провиденс». Отличалась от Mk 10 тем, что магазин для ракет находился над главной палубой. |
| Mk 10        | Двухбалочная ПУ для ракет «Терьер» и «Стандарт» с подпалубным ракетным магазином. Использовалась на ракетных крейсерах типа «Белкнап» и других кораблях с ракетами «Терьер». Некоторые пусковые установки модернизировались для пуска ракет АСРОК |
| Mk 11        | Двухбалочная ПУ для ракет «Тартар» и «Стандарт». Использовалась на ракетных крейсерах типа «Олбани» и на первых 13 кораблях типа «Чарлз Адамс». По программе NTU модернизирована для пуска ПКР «Гарпун». |
| Mk 12        | Двухбалочная ПУ для ракет «Талос» с подпалубными ракетными магазинами. Использовалась на ракетных крейсерах типа «Олбани» и ракетном крейсере «Лонг Бич» |
| Mk 13        | Однобалочная ПУ для ракет «Тартар». Поздние модификации рассчитаны также на ракеты «Стандарт» SM-1 и «Гарпун». Суммарный боезапас — 40 ракет. Использовалась на фрегатах типа «Оливер Перри», ракетных крейсерах типа «Калифорния», эсминцах типа «Чарлз Адамс» и других кораблях. |
| Mk 14        | Модификация Mk 13 для интегрированной боевой системы «Тифон». Разработка прекращена. |
| Mk 16        | 8-зарядная контейнерная ПУ (англ. «Pepper Box» — перечница) для ракет АСРОК. Использовалась на многих кораблях ВМС США и других стран. Некоторые корабли (последние три фрегата типа «Брук», фрегаты типа «Нокс», ракетные крейсера типа «Калифорния», эсминцы типа «Спрюэнс») имели автоматическую перезарядку с боезапасом до 16 ракет, у остальных боезапас ограничивался 8 ракетами, размещёнными в самой пусковой установке. |
| Mk 22        | Облегченная модификация ПУ Mk 13 с магазином на 16 ракет. Предназначена для ракет «Тартар», «Стандарт» SM-1 и «Гарпун». В настоящее время используется на испанских фрегатах американской постройки. Использовалась также на фрегатах типа «Брук». |
| Mk 25        | ПУ контейнерного типа на 8 ракет «Си Спарроу» с нескладывающимися крыльями. Использовалась на фрегатах типа «Нокс». Заменена на Mk 29. |
| Mk 26        | Двухбалочная ПУ для ракет «Стандарт» SM-1 и SM-2, АСРОК и «Томагавк». Использовалась на ракетных крейсерах типа «Вирджиния» и типа «Тикондерога» (первые пять кораблей, CG 47-51), а также эсминцах типа «Кидд». |
| Mk 29        | ПУ контейнерного типа на 8 ракет «Си Спарроу» со складывающимися крыльями. Используется на авианосцах типа «Нимиц» и других кораблях НАТО. Разработана для замены однотипной, но большей по размерам ПУ Mk 25. |
| Mk 32        | Однозарядная ПУ для ракет «Стандарт». Используется в ВМС Тайваня на фрегатах типа «Нокс» (фрегаты типа «Чи Янг», англ. Chi Yang). |
| Mk 41        | Универсальная установка вертикального пуска, предназначенная для широкого диапазона ракет: «Стандарт» SM-2, SM-3 и SM-6, ПЛУР АСРОК, «Си Спарроу», ESSM и «Томагавк». |
| Mk 45        | Установка вертикального пуска для ракет «Томагавк» подводного базирования. |
| Mk 48        | Универсальная установка вертикального пуска, предназначенная для ракет «Си Спарроу» и ESSM. Используется преимущественно на кораблях ВМС Японии и некоторых других стран. В США не применяется. |
| Mk 49        | 21-зарядная пусковая установка для ракет RAM. |
| Mk 53        | Пусковая установка постановщика пассивных помех Nulka. |
| Mk 57        | Периферийная установка вертикального пуска (PVLS), разработанная для эсминцев типа «Замволт». Пусковые контейнеры ракет располагаются в ряд вдоль борта и отделены от внутреннего объёма корабля бронированной перегородкой. |
| Mk 141       | Контейнерная пусковая установка для ракет «Гарпун». |
| Mk 143       | Бронированная контейнерная пусковая установка (англ. Armored Box Launcher) для ракет «Томагавк». |

## Галерея

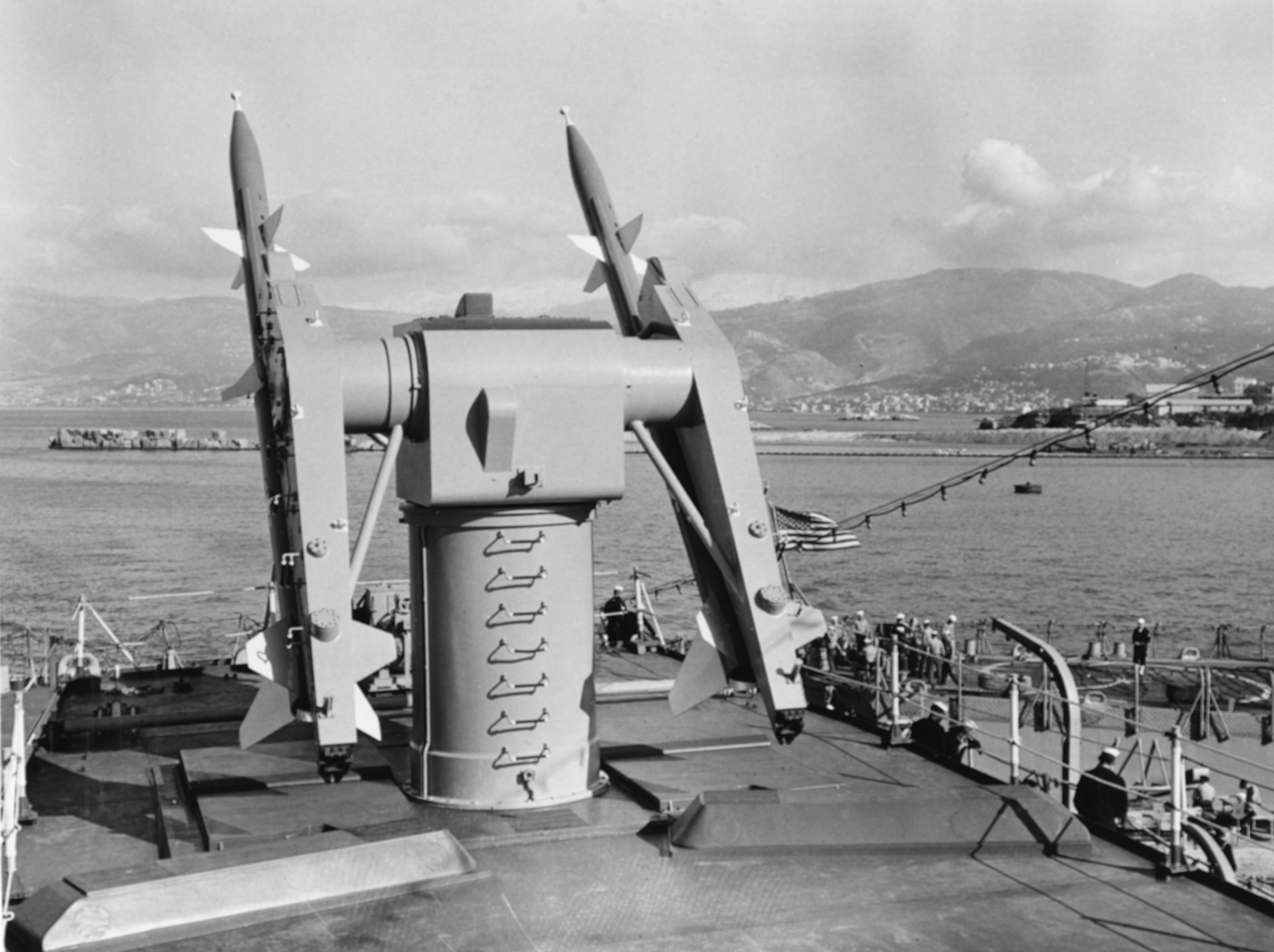
Mk 4
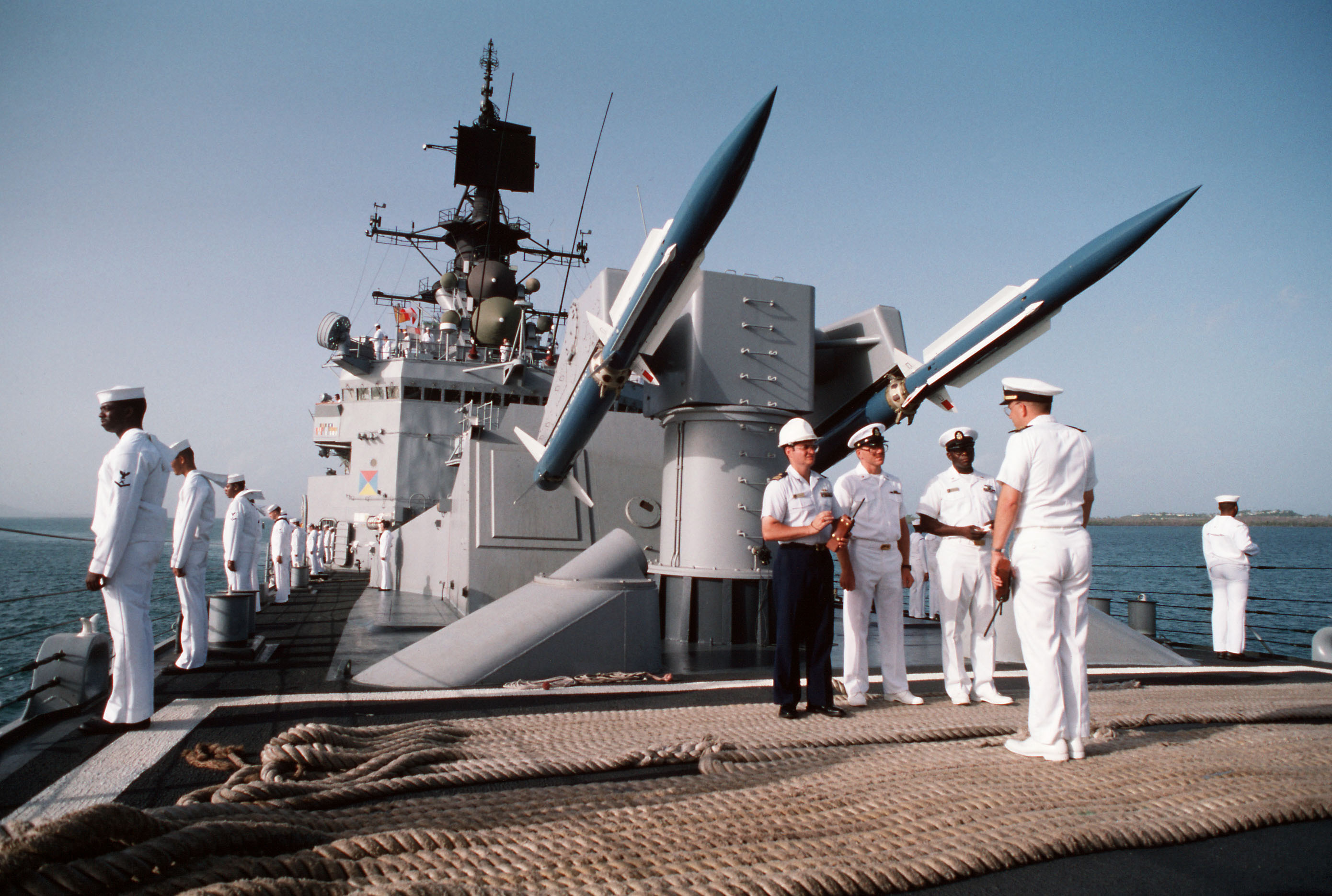
Mk 10
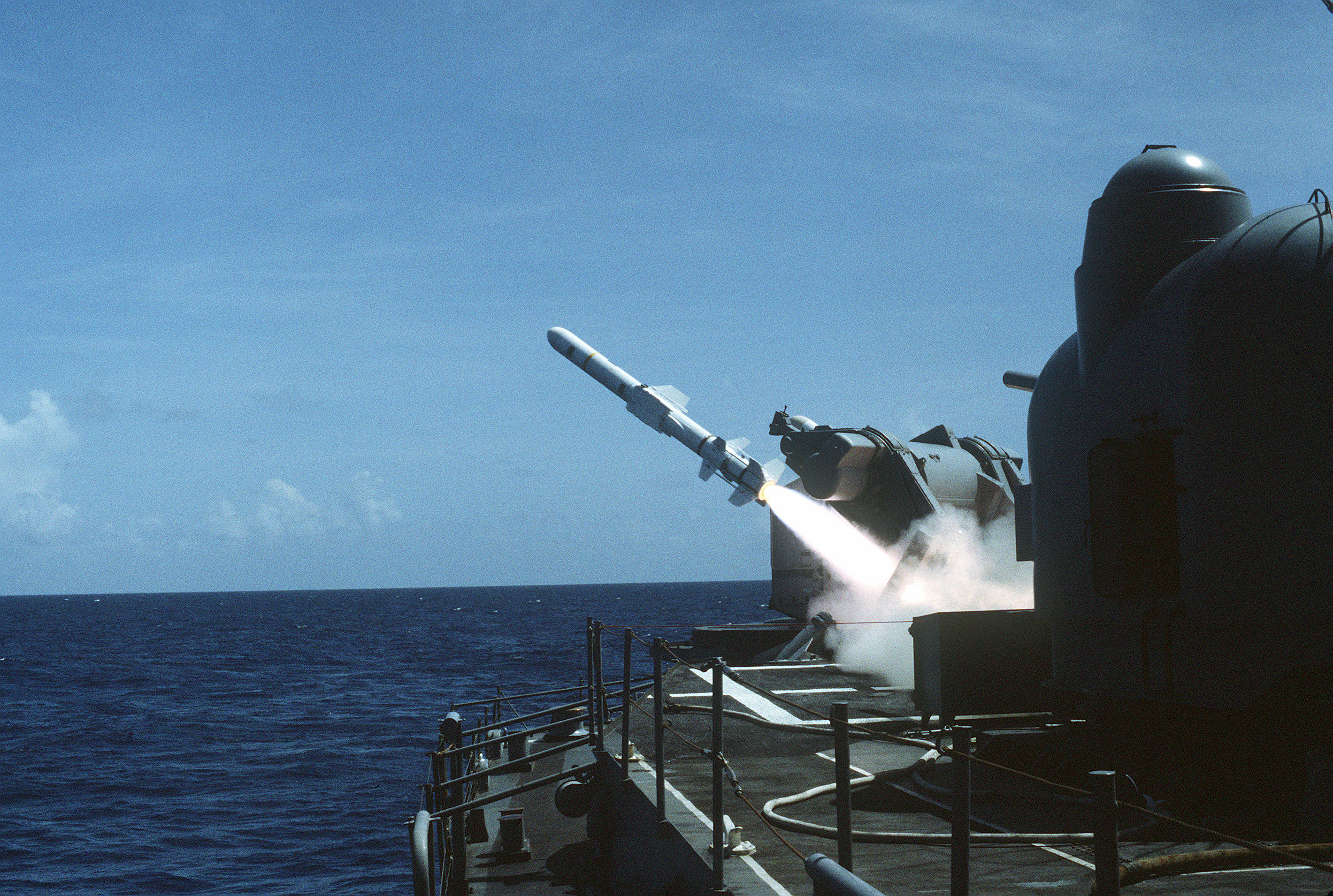
Mk 11
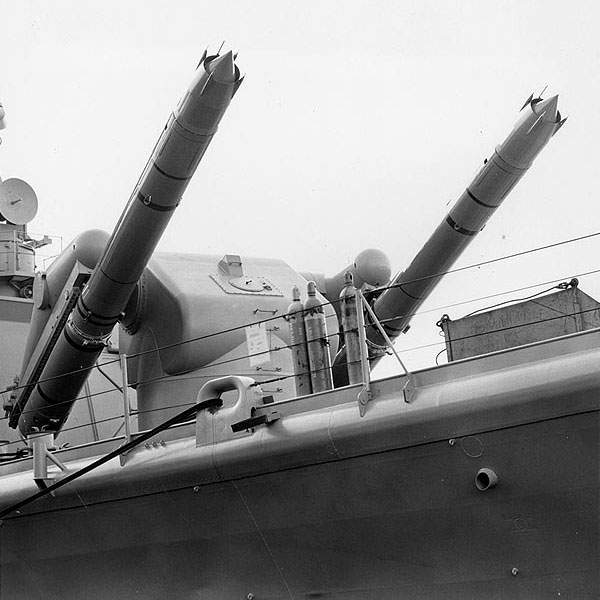
Mk 12
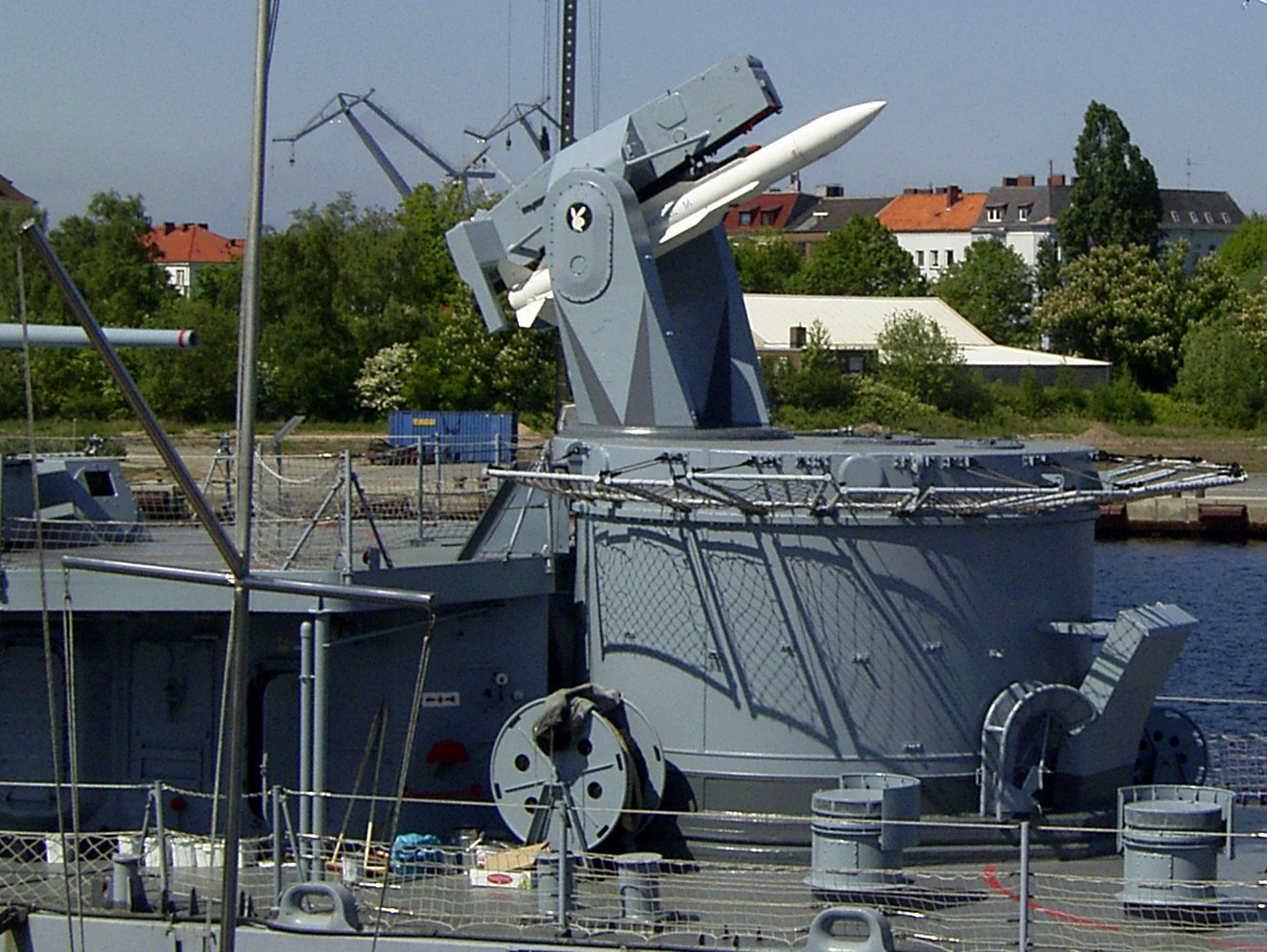
Mk 13
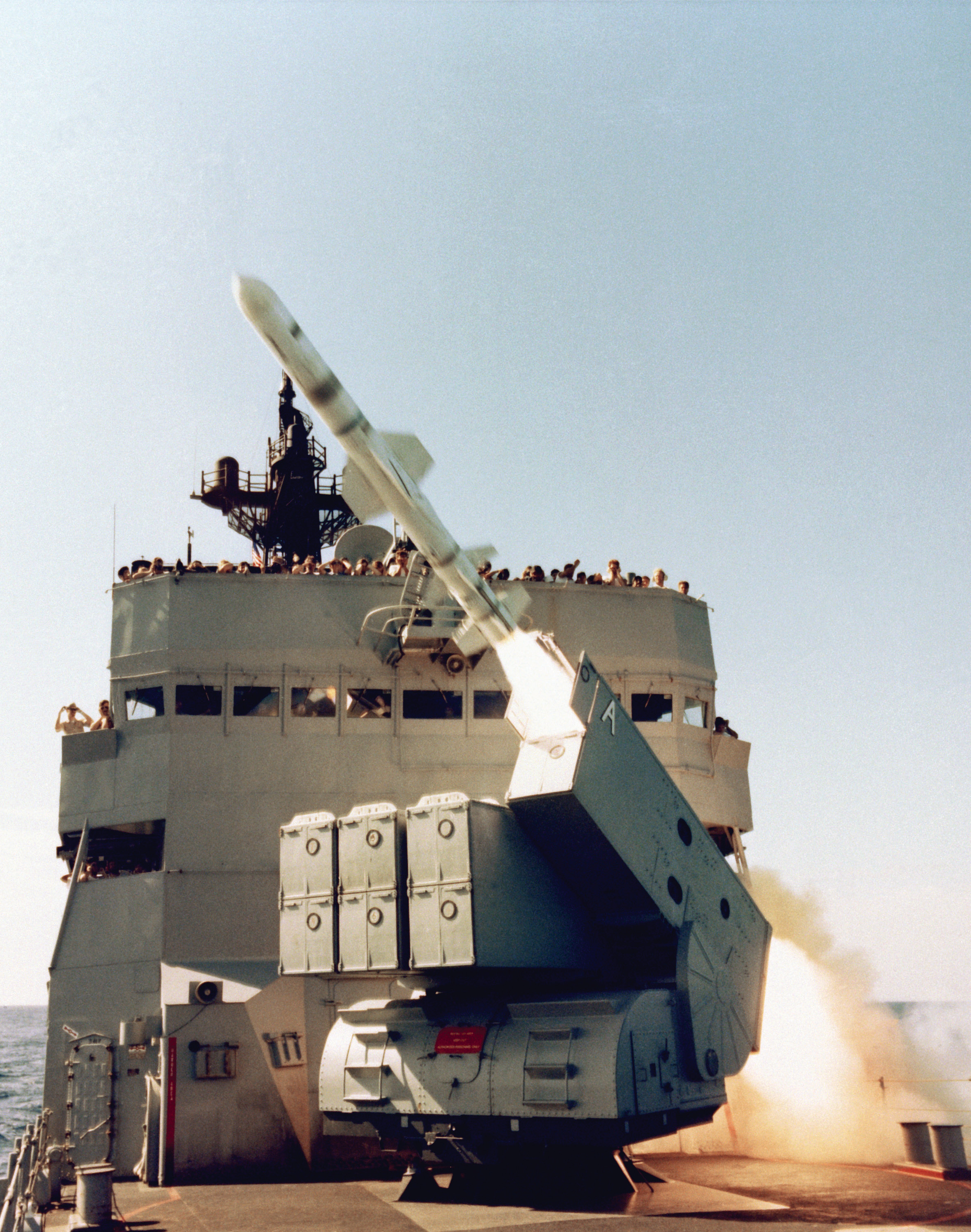
Mk 16
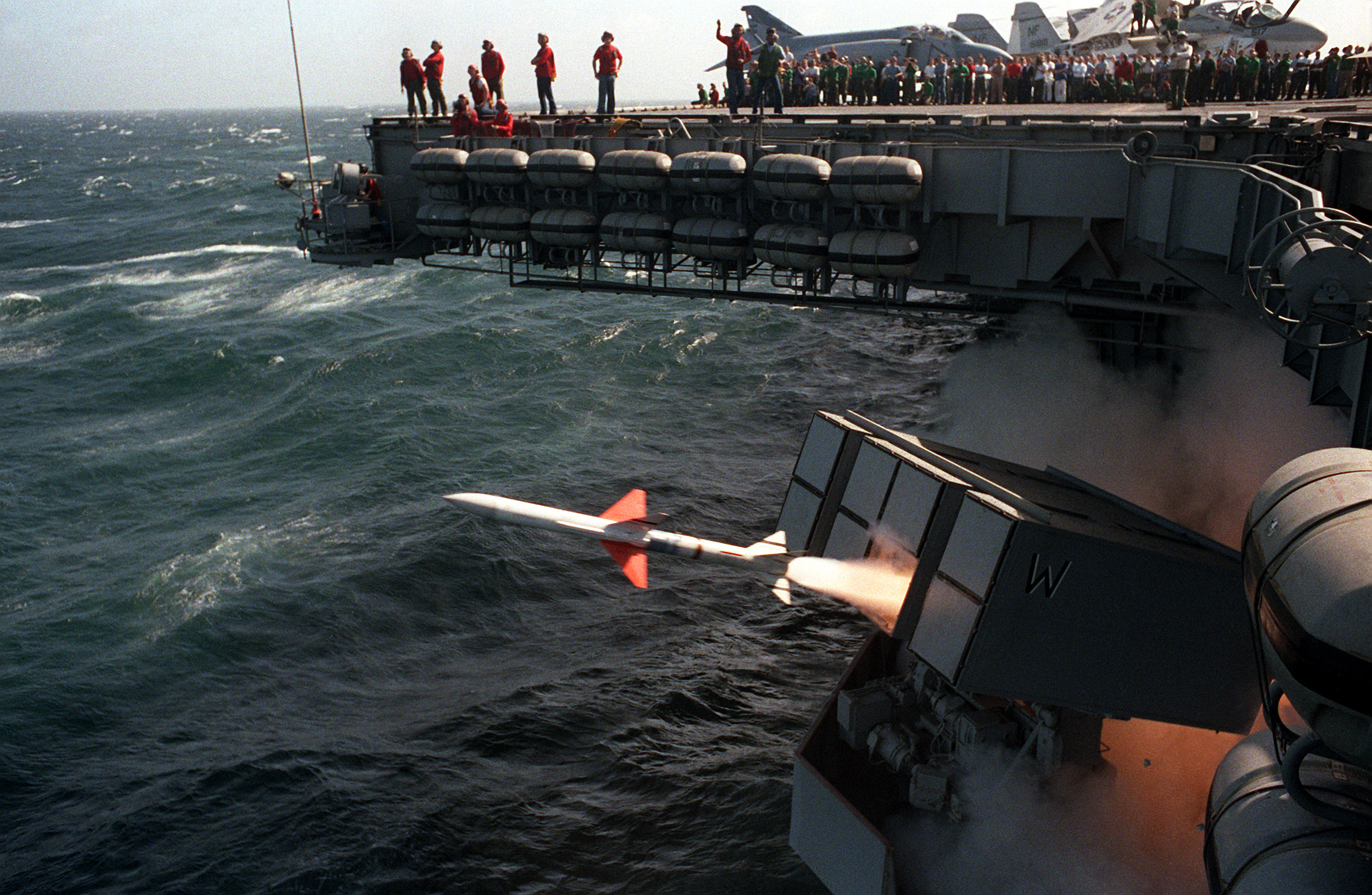
Mk 25
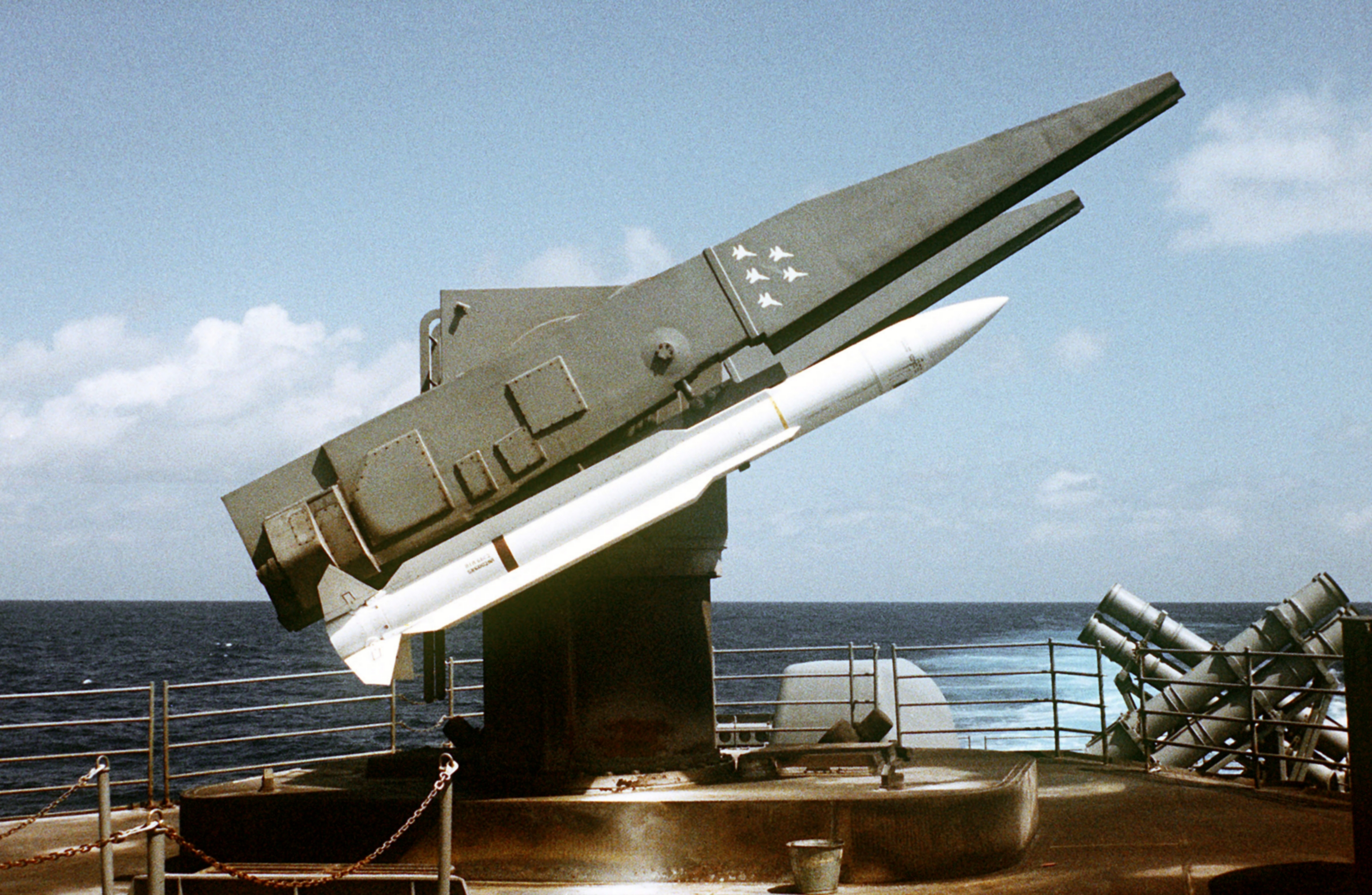
Mk 26
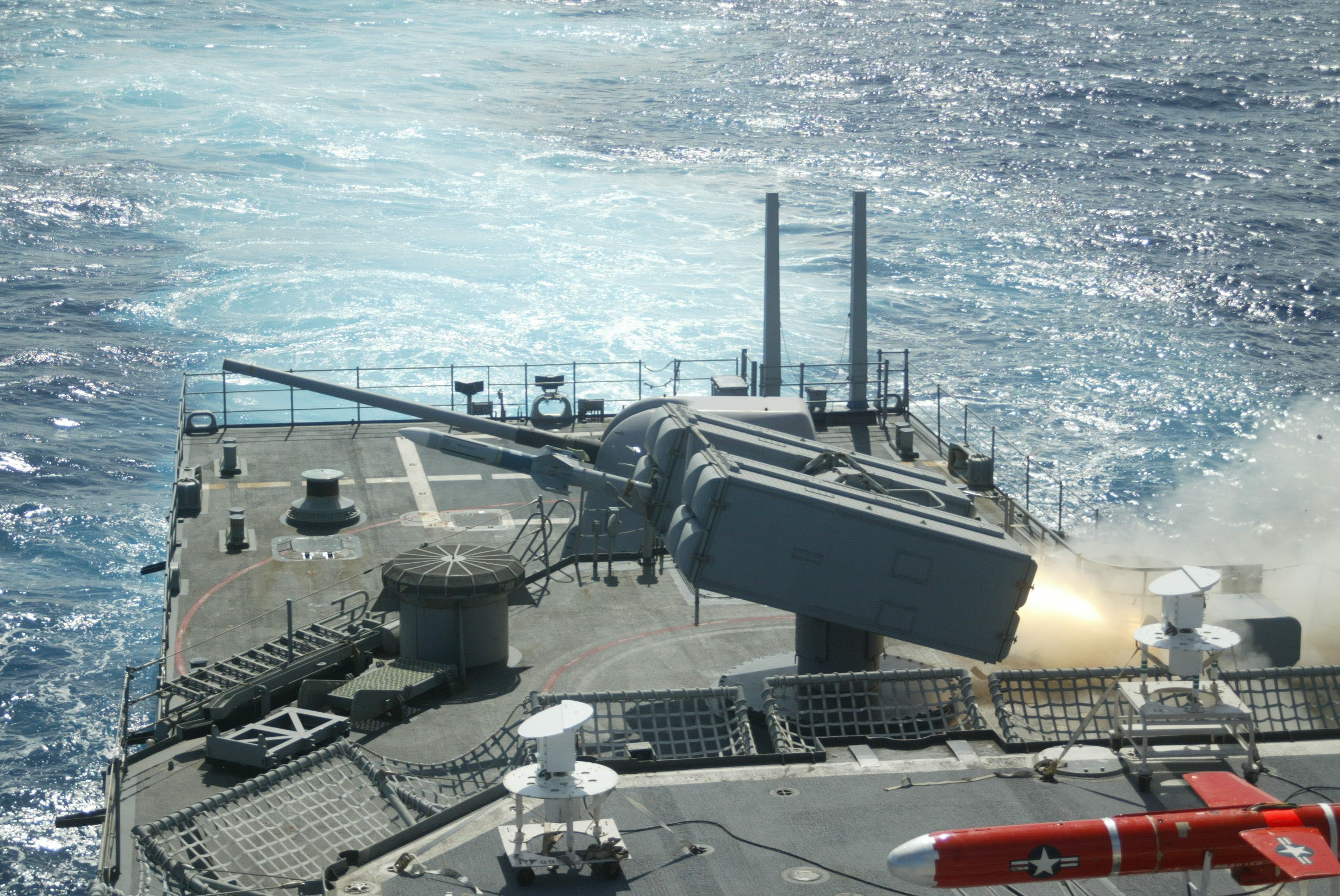
Mk 29
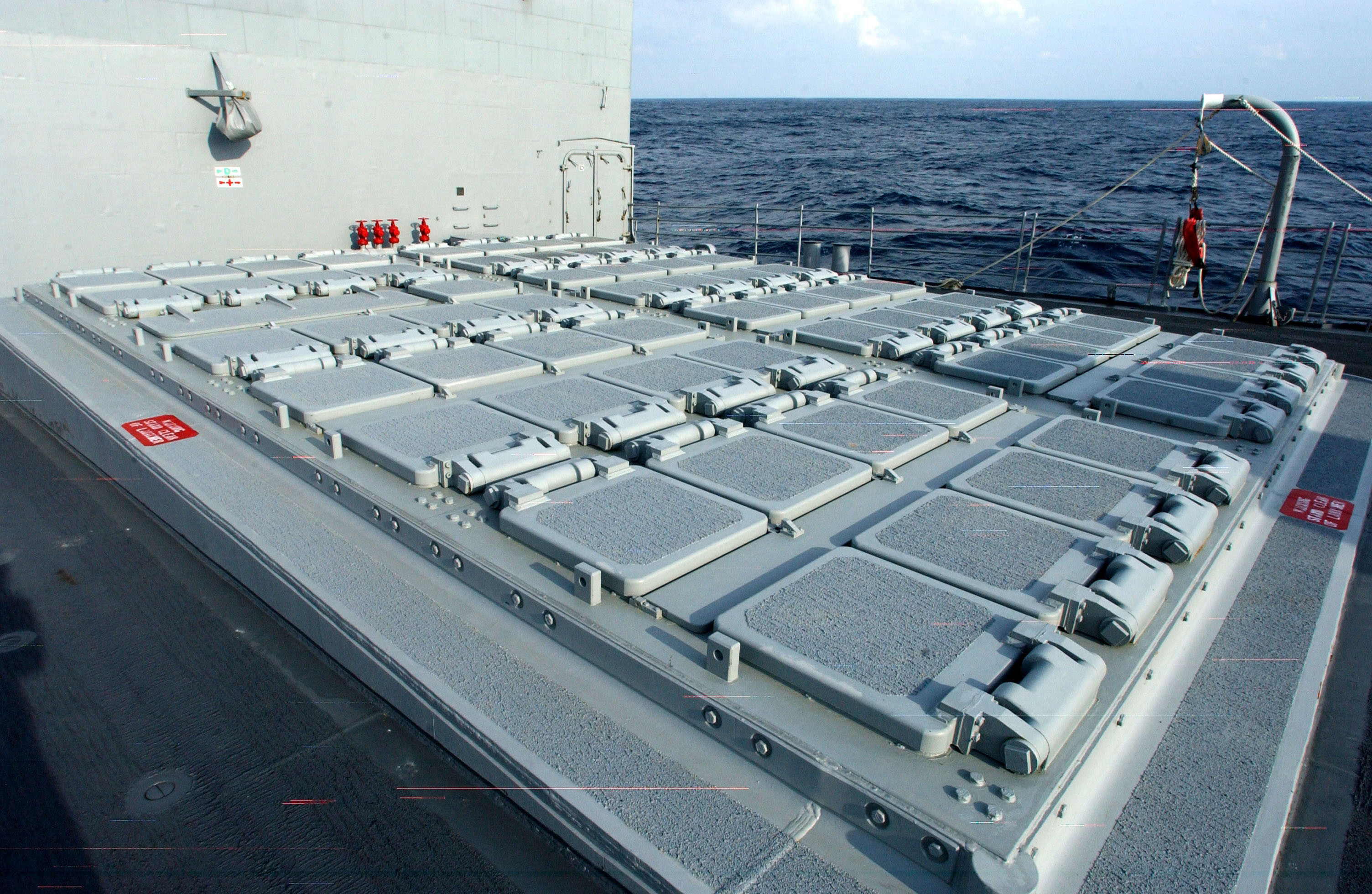
Mk 41
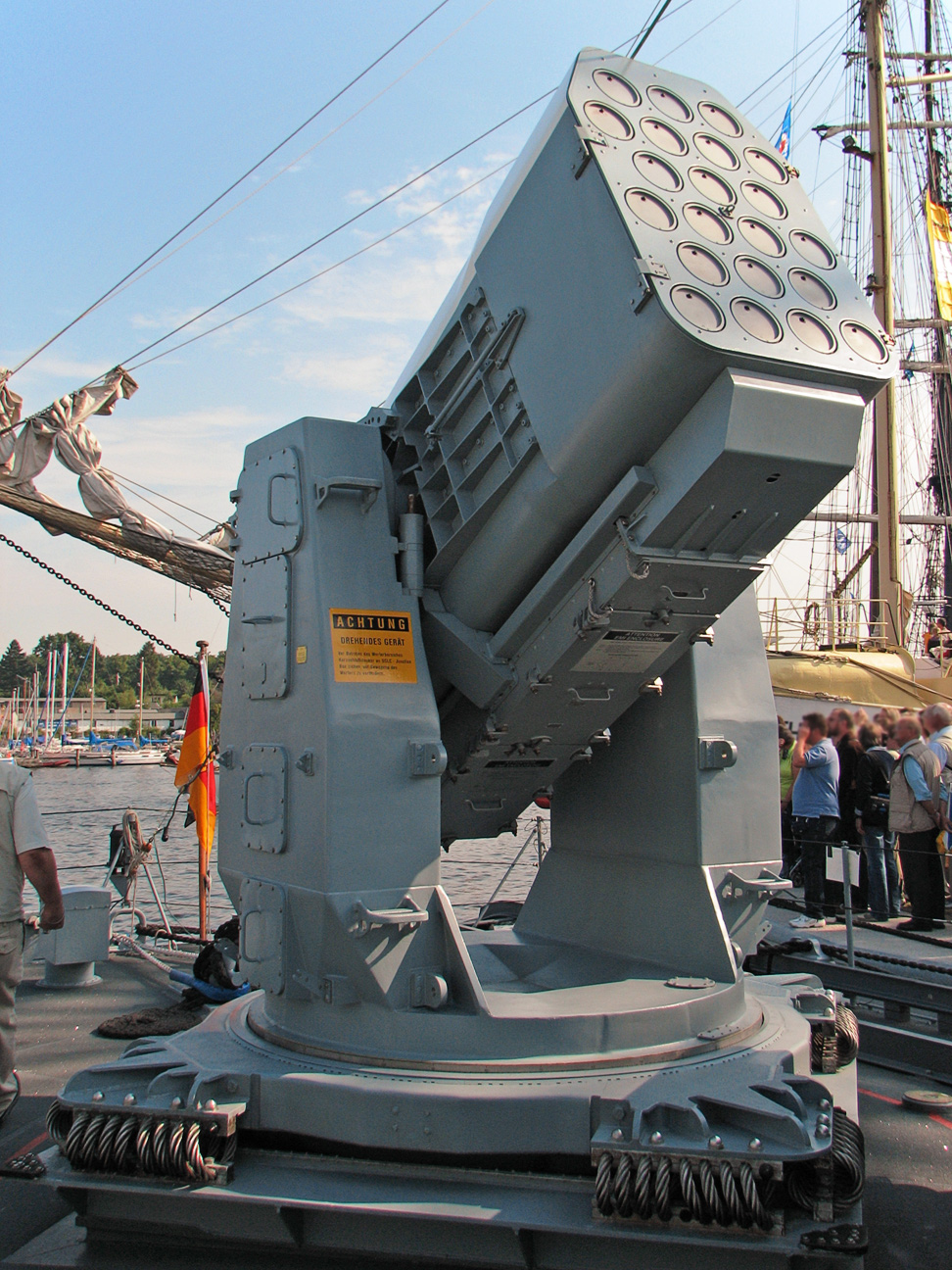
Mk 49
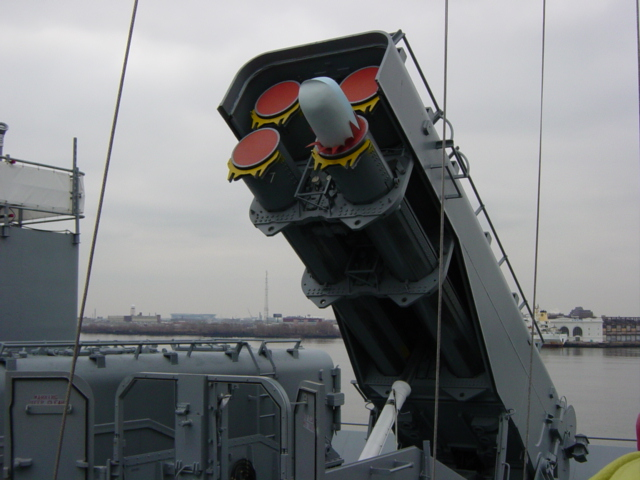
Mk 143
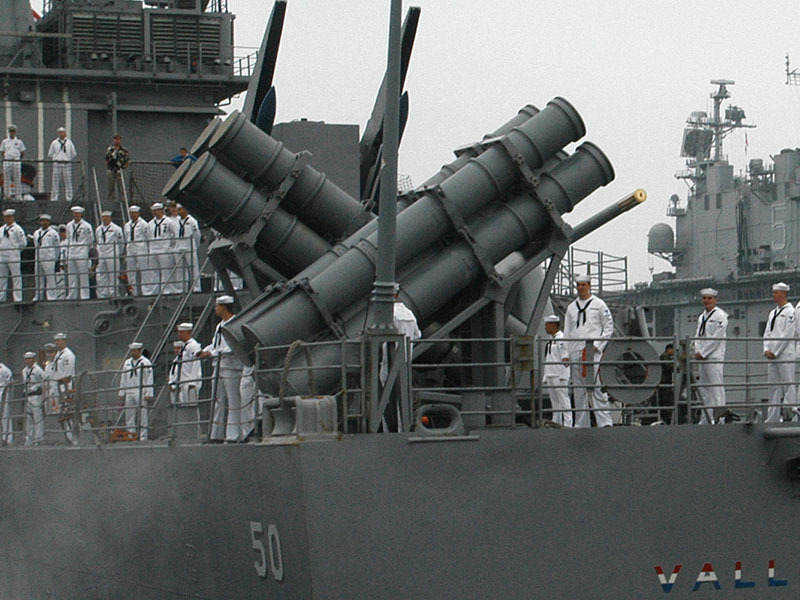
Mk 141
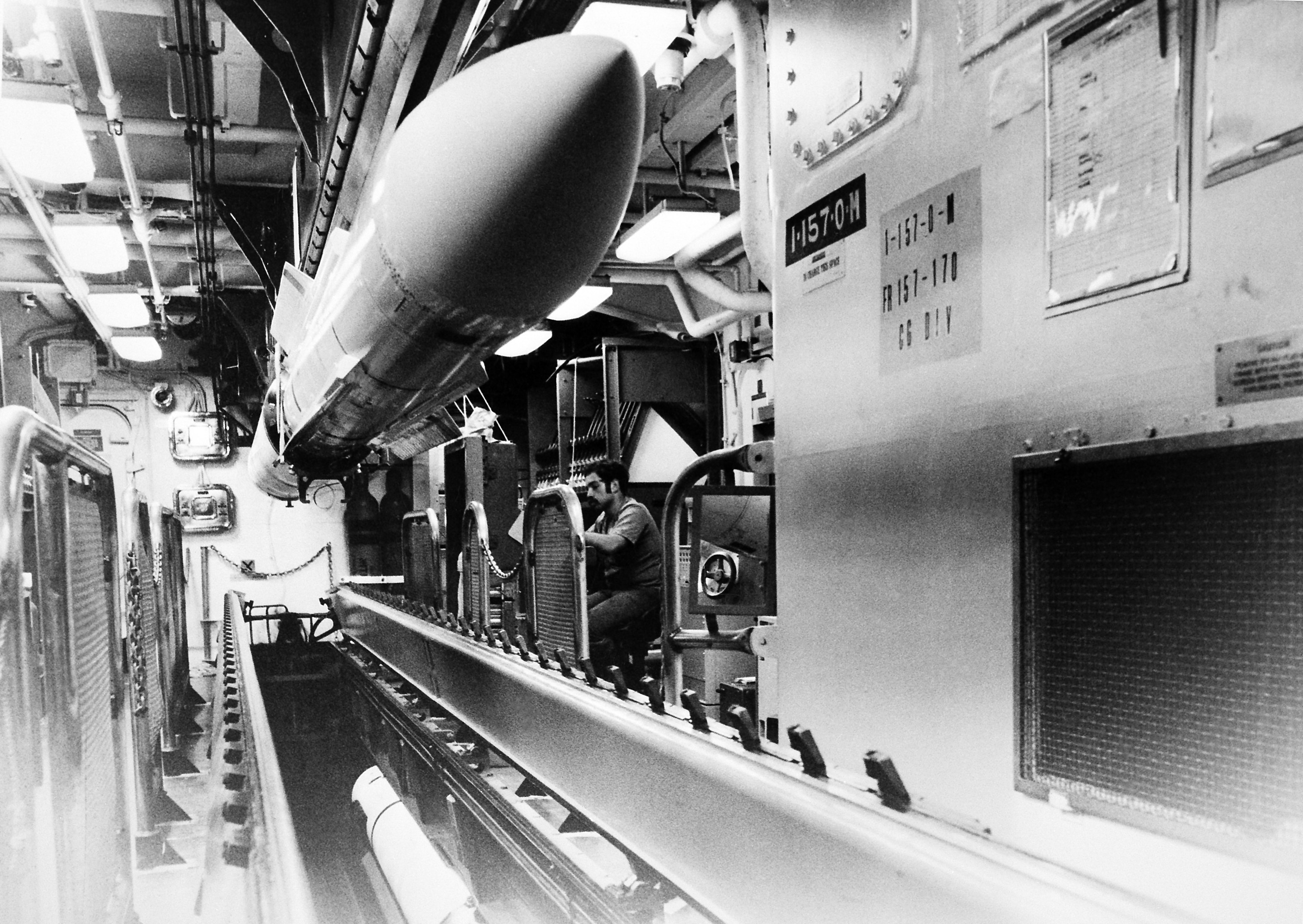
Ракета SM-2ER без крыльев и стабилизатора в магазине ПУ Mk 10 эсминца DDG-42 «Мэхэн»
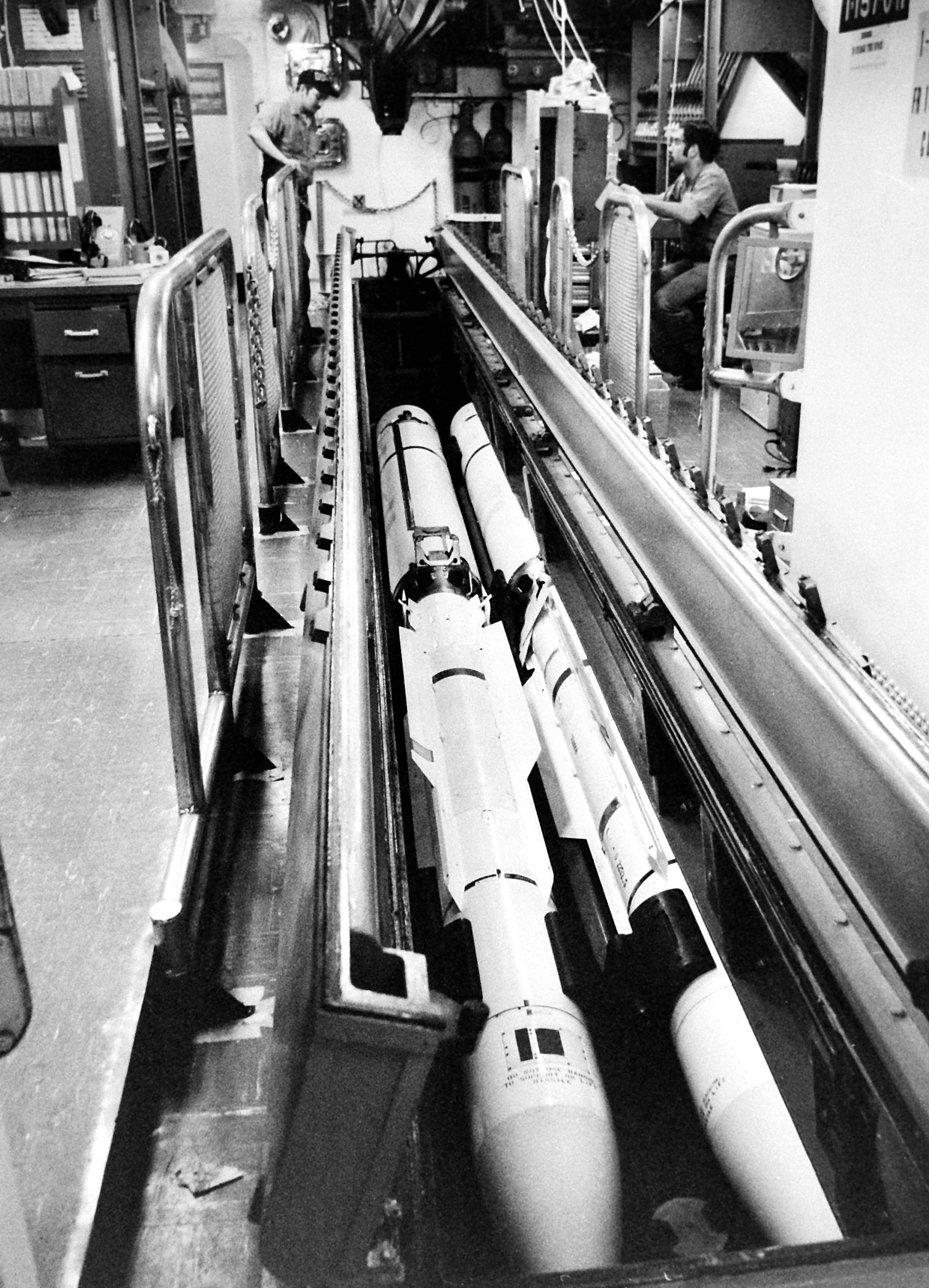
Ракета SM-2ER в магазине ПУ Mk 10 эсминца DDG-42 «Мэхэн»